# Camerlengo

Modelo de Brasão de um Cardeal Camerlengo da Igreja Católica, contendo as armas habituais dos Cardeais às quais são apostas as chaves de São Pedro e o umbráculo (sombrinha símbolo do Camerlengo), acima do galero, o tradicional chapéu de cardeal

Camerlengo é um título de origem medieval ainda em uso em alguns ordenamentos políticos modernos. Deriva do latim medieval camarlingus, que, por sua vez, vem do frâncico kamerling, que veio do latim camerarius, que significa "adido à câmara" (ficando geralmente subentendido "do tesouro" e "do soberano"). O significado do título e a função são em parte comparáveis aos do cubiculário, no Baixo Império Romano, no Império Bizantino e no Papado. Na língua inglesa antiga, o título tomou a forma de chamberlain.
Em geral, o título designa aquele que administra o tesouro e os bens do Estado, e o órgão por ele administrado normalmente tem o nome de  "câmara". Outra função fundamental do cargo é assumir, interinamente, a direção de toda a Igreja Católica no momento de falecimento ou abdicação do Papa vigente, ganhando todos os seus atributos administrativos: devendo administrar o encerramento do papado, organizar um novo conclave e realizar a transição para um novo Sumo Pontífice — processo que pode levar meses.

## Camerlengo da Igreja Católica
O título camerlengo, na Igreja Católica, refere-se a um Cardeal do Colégio dos Cardeais. O Camerlengo da Igreja Católica é o administrador da propriedade e receita da Santa Sé; suas responsabilidades incluem a administração fiscal do Patrimônio de São Pedro. Seu brasão é ornamentado com duas chaves, sendo uma prateada e a outra dourada. A dourada demonstra a parte divina da igreja, a prateada a parte humana. As duas chaves são sobrepostas por um umbráculo, um guarda-sol de listras alternantes vermelhas e ouro (amarelas), que também é o brasão da Sede Vacante (tempo entre a morte ou renúncia de um papa e a eleição de outro).
Até o século XI, o arquidiácono da Igreja Católica Apostólica Romana era responsável pela administração da propriedade da Igreja Católica, mas seus inúmeros antigos privilégios e direitos o tornavam um obstáculo para a ação independente do Papa; como resultado, quando o último arquidiácono, Cardeal Hildebrando, foi eleito para o Pontificado em 1073, ele suprimiu o título de arquidiácono, e o cardeal responsável pelos bens da Santa Sé ficou conhecido como Camerarius, ou Camerlengo.
É responsabilidade do Cardeal Camerlengo a determinação formal da morte do Papa; o procedimento tradicional para essa situação se dava batendo um martelo de prata na cabeça do Papa em sua testa. Hoje o processo do martelo não é mais usado desde 1958. Após o Papa ser declarado morto, o Camerlengo remove o Anel do Pescador do seu dedo e o corta com uma grande tesoura na presença dos demais Cardeais, e também destrói a face do selo do Papa com o Martelo de Prata. Esse ato simboliza o fim da autoridade do último Papa. O Camerlengo notifica então os oficias apropriados da Cúria Romana e o Decano do Colégio dos Cardeais. Depois, ele começa os preparativos para o conclave e o funeral do Papa.
Até que o sucessor do Papa seja escolhido, o Cardeal Camerlengo serve como o Chefe de Estado atuante do Vaticano. Não é, entretanto, responsável pelo governo da Igreja Católica durante a sede vacante, sendo portanto impossibilitado de tomar ações próprias do Sucessor de Pedro, como por exemplo, escrever encíclicas, criar ou unir dioceses, nomear bispos, etc. A Constituição Apostólica Universi Dominici Gregis colocou a tarefa de governar a Igreja, durante a Tempe sede vacante, na mão do Colégio dos Cardeais — apesar desse poder governamental ser extremamente restrito, possibilitando apenas que a Igreja continue operando e realizando funções básicas, sem poder tomar decisões ou compromissos que são normalmente delegados apenas ao Papa, como já citados acima. O Camerlengo, ainda assim, mantém seu escritório durante a sede vacante, ao contrário do resto da Cúria Romana.

## Lista dos camerlengos da Igreja Católica
- Ludovico Trevisano (1440–1465)
- Latino Orsini (1471–1477)
- Guillaume d'Estouteville (1477–1483)
- Raffaele Sansoni Galeotti Riario Della Rovere (1483–1521)
- Inocêncio Cybo (1521)
- Francesco Armellini Pantalassi de' Medici (1521–1528)
- Agostino Spinola (1532–1533)
- Guido Ascanio Sforza (22 de outubro de 1537 – 6 de outubro de 1564)
- Vitellozzo Vitelli (cardeal) (17 de novembro de 1564 – 19 de novembro de 1568)
- Michele Bonelli, O.P. (3 de dezembro de 1568 – 10 de maio de 1570)
- Luigi Cornaro (10 de maio de 1570 – 10 de maio de 1584)
- Filippo Guastavillani (1584–1587)
- Enrico Caetani (1587–1599)
- Pietro Aldobrandini (1599–1621)
- Ludovico Ludovisi (19 de abril de 1621 – 7 de junho de 1623)
- Ippolito Aldobrandini (7 de junho de 1623 – 19 de julho de 1638)
- Antonio Barberini (28 de julho de 1638 – 4 de agosto de 1671)
- Paluzzo Paluzzi Altieri degli Albertoni (4 de agosto de 1671 – 29 de junho de 1698)
- Giovanni Battista Spinola (24 de novembro de 1698 – 19 de março de 1719)
- Annibale Albani (1719–1747)
- Silvio Valenti Gonzaga (1747–1756)
- Girolamo Colonna di Sciarra (1756–1763)
- Carlo Rezzonico (1763–1799)
- Romoaldo Braschi-Onesti (1800–1801)
- Giuseppe Maria Doria Pamphili, pro-camerlengo (1801–1814)
- Bartolomeo Pacca (1814–1824)
- Pietro Francesco Galeffi (1824–1837)
- Giacomo Giustiniani (1837–1843)
- Tommaso Riario Sforza (1843–1857)
- Lodovico Altieri (1857–1867)
- Filippo De Angelis (1867–1877)
- Gioacchino Vincenzo Raffaele Luigi Pecci (1877–1878), eleito Papa Leão XIII
- Camillo di Pietro (1878–1884)
- Domenico Consolini (1884)
- Luigi Oreglia di Santo Stefano (1885–1913)
- Francesco Salesio Della Volpe (1914–1916)
- Pietro Gasparri (1916–1934)
- Eugenio Pacelli (1935–1939) eleito Papa Pio XII
- Lorenzo Lauri (1939–1941)
- Benedetto Aloisi Masella (1958–1970)
- Jean-Marie Villot (1970–1979)
- Paolo Bertoli (1979–1985)
- Sebastiano Baggio (1985–1993)
- Eduardo Martínez Somalo (5 de abril de 1993 – 31 de março de 2007)
- Tarcisio Bertone (4 de abril de 2007 – 19 de dezembro de 2014)[2]
- Jean-Louis Pierre Tauran (20 de dezembro de 2014 – 5 de julho de 2018)[4]
- Kevin Joseph Farrell (14 de fevereiro de 2019 – atual)[3]

### Lista dos vice-camerlengos da Igreja Católica
- Cardeal Cosma Migliorati (outubro de 1389 – maio de 1396 nomeado camerlengo)
- Arcebispo Corrado Caraccioli (30 de março de 1395 – 1404 nomeado camerlengo)
- Arcebispo Stefano Nardini (11 de janeiro de 1462 – 4 de abril de 1472 demissão)
- Arcebispo Ausias Despuig (4 de abril de 1472 – 7 de maio de 1473 criado cardeal)
- Cardeal Galeotto Franciotti della Rovere (31 de maio de 1505 – 11 de setembro de 1507 morte)
- Bispo Filippo Archinto (1538 – 1541 demissão)
- Presbítero Pietro Antonio de Angelis (1541 demissão)
- Bispo Francesco Micheli (1541 – 9 de outubro de 1551 demissão)
- Cardeal Giovanni Michele Saraceni (9 de outubro – 20 de novembro de 1551 criado cardeal)
- Arcebispo Francesco Bandini Piccolomini (1560 – 1566 demissão)
- Bispo Carlo Grassi (8 de junho de 1569 – 17 de maio de 1570 criado cardeal)
- Presbítero Ludovico Taverna (1573 – 1574 demissão)
- Arcebispo Giuseppe Donzelli (1574 – 29 de dezembro de 1576 demissão)
- Presbítero Corrado Asinari (29 de dezembro de 1576 – 1581 demissão)
- Arcebispo Vincenzo Portico (1581 – 1583 destituição pelo Papa Gregório XIII)
- Presbítero Giovanni Francesco Biandrate di San Giorgio Aldobrandini (1 de fevereiro – 12 de agosto de 1585 nomeado bispo de Acqui)
- Bispo Mariano Pierbenedetti (20 de agosto de 1585 – 1 de agosto de 1589 demissão)
- Bispo Domenico Toschi (19 de agosto de 1595 – 3 de março de 1599 criado cardeal)
- Presbítero Ferdinando Taverna (3 de março de 1599 – 9 de junho de 1604 criado cardeal)
- Presbítero Benedetto Ala (9 de junho de 1604 – 5 de maio de 1610 Nomeado Arcebispo de Urbino)
- Presbítero Giulio Monterenzi (5 de maio de 1610 – 1 de outubro de 1618 nomeado Bispo de Faenza)
- Monsenhor Berlinghiero Gessi (12 de dezembro de 1618 – 1 de abril de 1623 nomeado prefeito do Palácio Apostólico)
- Arcebispo Domenico de' Marini (janeiro de 4 – 1 de janeiro de 1625 demissão)
- Presbítero Ottaviano Raggi (1 de janeiro de 1625 – 14 de fevereiro de 1628 demissão)
- Presbítero Giovanni Battista Maria Pallotta (14 de fevereiro – 8 de abril de 1628 nomeado núncio apostólico da Áustria)
- Presbítero Girolamo Grimaldi-Cavalleroni (26 de abril de 1628 – 1 de março de 1632 demissão)
- Patriarca Giambattista Spada (13 de janeiro de 1635 – 16 de setembro de 1643 nomeado prefeito do Legazione di Romagna)
- Arcebispo Francesco Vitelli (16 de setembro de 1643 – 16 de janeiro de 1644 demissão)
- Arcebispo Giovanni Girolamo Lomellini (16 de janeiro de 1644 – 19 de outubro de 1647 nomeado Tesoureiro Geral da Câmara Apostólica)
- Monsenhor Alessandro Vittrici (19 de outubro de 1647 – 5 de outubro de 1650 morte)
- Arcebispo Girolamo Farnese (7 de outubro de 1650 – 29 de janeiro de 1653 demissão)
- Presbítero Lorenzo Imperiali (29 de janeiro de 1653 – 29 de abril de 1654 publicado cardeal)
- Arcebispo Carlo Ghislieri Bonelli (15 de abril de 1655 – 18 de outubro de 1656 demissão)
- Cardeal Lorenzo Imperiali (14 de julho de 1660 – 1 de outubro de 1662 dimesso) (per la seconda volta)
- Presbítero Giannicolò Conti (20 de novembro de 1662 – 15 de fevereiro de 1666 criado cardeal)
- Patriarca Federico Borromeo (17 de fevereiro de 1666 – 26 de fevereiro de 1668 nomeado núncio apostólico da Espanha)
- Presbítero Pompeo Varese (26 de fevereiro de 1668 – 28 de fevereiro de 1671 nomeado núncio apostólico de Veneza)
- Presbítero Luigi Bevilacqua (4 de março de 1671 – 26 de outubro de 1675 nomeado núncio apostólico da Áustria)
- Arcebispo Giambattista Spinola (26 de outubro de 1675 – 1 de setembro de 1681 criado cardeal)
- Presbítero Francesco del Giudice (1 de setembro de 1681 – 13 de fevereiro de 1690 criado cardeal)
- Presbítero Giambattista Spinola (28 de julho de 1691 – 12 de dezembro de 1695 criado cardeal)
- Presbítero Rannuzio Pallavicino (15 de março de 1696 – 27 de julho de 1706 criado cardeal)
- Presbítero Francesco Cafferelli (17 de maio de 1706 – 23 de dezembro de 1711 morte)
- Presbítero Bernardino Scotti (23 de dezembro de 1711 – 16 de dezembro de 1715 publicado cardeal)
- Presbítero Alessandro Falconieri (23 de junho de 1717 – 11 de setembro de 1724 criado cardeal)
- Presbítero Antonio Banchieri (30 de setembro de 1724 – 30 de abril de 1728 publicado cardeal)
- Presbítero Giovanni Battista Spínola (30 de maio de 1728 – 28 de setembro de 1733 criado cardeal)
- Patriarca Pompeio Aldrovandi (30 de setembro de 1733 – 24 de março de 1734 criado cardeal)
- Presbítero Marcellino Corio (6 de agosto de 1734 – 15 de julho de 1739 criado cardeal)
- Presbítero Francesco Ricci (27 de junho de 1741 – 9 de setembro de 1743 criado cardeal)
- Cardeal Raniero Felice Simonetti (11 de dezembro de 1743 – 14 de abril de 1747 demissão)
- Presbítero Cosimo Imperiali (14 de abril de 1747 – 26 de novembro de 1753 criado cardeal)
- Arcebispo Alberico Archinto (14 de setembro de 1754 – 5 de abril de 1756 criado cardeal)
- Monsenhor Cornelio Caprara (10 de setembro de 1756 – 23 de novembro de 1761 criado cardeal)
- Monsenhor Enea Silvio Piccolomini (27 de novembro de 1761 – 26 de setembro de 1766 criado cardeal)
- Presbítero Antonio Casali (26 de setembro de 1766 – 15 de março de 1773 criado cardeal)
- Presbítero Giovanni Cornaro (2 de dezembro de 1775 – 1 de junho de 1778 criado cardeal)
- Presbítero Fernando Spinelli (5 de junho de 1778 – 14 de fevereiro de 1785 criado cardeal)
- Arcebispo Ignazio Busca (1 de março de 1785 – 30 de março de 1789 criado cardeal)
- Monsenhor Giovanni Rinucci (7 de abril de 1789 – 21 de fevereiro de 1794 criado cardeal)
- Presbítero Francesco Guidobono Cavalchini (30 de outubro de 1800 – 6 de abril de 1817 criado cardeal)
- Lorenzo Litta (1817 – 1820)
- Presbítero Tommaso Bernetti (7 de junho de 1820 – 2 de outubro de 1826 criado cardeal)
- Presbítero Juan Francisco Marco y Catalán (3 de outubro de 1826 – 15 de dezembro de 1828 criado cardeal)
- Presbítero Benedetto Cappelletti (1 de fevereiro de 1829 – 2 de julho de 1832 publicado cardeal)
- Presbítero Nicola Grimaldi (6 de julho de 1832 – 20 de janeiro de 1834 criado cardeal)
- Presbítero Luigi Ciacchi (24 de fevereiro de 1834 – 12 de fevereiro de 1838 criado cardeal)
- Presbítero Luigi Vannicelli Casoni (13 de setembro de 1838 – 27 de janeiro de 1842 criado cardeal)
- Presbítero Giuseppe Antonio Zacchia Rondinini (25 de janeiro de 1842 – 21 de abril de 1845 publicado cardeal)
- Presbítero Pietro Marini (22 de abril de 1845 – 21 de dezembro de 1846 criado cardeal)
- Presbítero Gaspare Grassellini, C.O. (21 de dezembro de 1846 – 18 de julho de 1847 demissão)
- Presbítero Domenico Savelli (20 de maio de 1848 – 1853 demissão)
- Presbítero Antonio Matteucci (15 de abril de 1853 – 25 de junho de 1866 criado cardeal)
- Presbítero Lorenzo Ilarione Randi (22 de junho de 1866 – 17 de setembro de 1875 publicado cardeal)
- Cardeal Achille Apolloni (3 de dezembro de 1884 – 3 de abril de 1892 demissão)
- Patriarca Lorenzo Passerini (11 de julho de 1892 – 13 de dezembro de 1915 morte)
- Arcebispo Augusto Silj (6 de dezembro de 1916 – 15 de dezembro de 1919 criado cardeal)
- Monsenhor Ugo Boncompagni Ludovisi (1921 – 9 de novembro de 1935morte)
- Arcebispo Frediano Giannini, O.F.M. (12 de fevereiro de 1936 – 25 de outubro de 1939 morte)
- Arcebispo Tito Trocchi (22 de novembro de 1939 – 12 de fevereiro de 1947 morte)
- Patriarca José da Costa Nunes (16 de dezembro de 1953 – 19 de março de 1962 criado cardeal)
- Arcebispo Luigi Centoz (5 de julho de 1962 – 28 de outubro de 1969 morte)
- Monsenhor Vittorio Bartoccetti (1969 – 1975 demissão)
- Arcebispo Ettore Cunial (23 de dezembro de 1975 – 23 de outubro de 2004 demissão)
- Arcebispo Paolo Sardi (23 de outubro de 2004 – 20 de novembro de 2010 criado cardeal)
- Arcebispo Santos Abril y Castelló (22 de janeiro de 2011 – 18 de fevereiro de 2012 criado cardeal)
- Arcebispo Pier Luigi Celata (23 de julho de 2012 – 20 de dezembro de 2014 demissão)
- Arcebispo Giampiero Gloder, (20 de dezembro de 2014 – 11 de novembro de 2019 nomeado núncio apostólico de Cuba)
- Arcebispo Ilson de Jesus Montanari, (desde 1 de maio de 2020)

## Brasões
Enquanto a Sé vacante, o Cardeal Camerlengo é responsável pelos assuntos de Estado da Santa Sé e ele executa como um sinal de seu poder para além da insígnia de um cardeal, a chave de Pedro e Umbráculo em seus braços. O conteúdo do escudo é uma transportadora própria.

Brasão de Bartolomeo Pacca como Camerlengo do Conclave de 1823
Brasão de Tommaso Riario Sforza como Camerlengo do Conclave de 1846
Brasão de Gioacchino Vicenzo Pecci como Camerlengo do Conclave de 1878
Brasão de Francesco Salesio Della Volpe como Camerlengo do Conclave de 1914
Brasão de Pietro Gasparri como Camerlengo do Conclave de 1922
Brasão de Eugenio Maria Pacelli como Camerlengo do Conclave de 1939
Brasão de Benedetto Aloisi Masella como Camerlengo dos Conclave de 1958 e 1963
Brasão de Jean-Marie Villot como Camerlengo dos agosto e outubro de 1978
Brasão de Eduardo Martínez Somalo como Camerlengo do Conclave de 2005
Brasão de Tarcisio Bertone como Camerlengo do Conclave de 2013
Brasão de Kevin Joseph Farrell como Camerlengo do Conclave de 2025